# اداه
اداه (به لاتین: Addah) در ساحل عاج است که در lagunes واقع شده‌است.